# Chronology〜a young person's guide to Grapevine〜
『Chronology〜a young person's guide to Grapevine〜』（クロノロジー ア・ヤング・パーソンズ・ガイド・トゥ・グレイプバイン）は、GRAPEVINEのシングル集である。2004年3月17日発売。

## 解説
- 1枚目のシングル「そら」から16枚目のシングル「BREAKTHROUGH」までを収録した、バンド初のシングル集。
- 元々はレコード会社からベスト盤の発売を打診されていたが、「ベストを選曲しろと言われても、カッコ良く言えば『全てがベストです』と言いたくもなりますし…、選べない（田中）」、というメンバーの意見でシングルコレクションになったという。
- インタビューで「今作中から1曲選ぶとすれば?」という質問に対し、田中は「BREAKTHROUGH」、亀井は「スロウ」、西川は「光について」を挙げている。
- ジャケットには「退屈の花」から「イデアの水槽」までの歌詞カードの写真が収録されている。
- 本作には、ビョークやエルヴィス・コステロ、ローリング・ストーンズなどの作品を手がけたマスタリング・エンジニアのボブ・ラドウィッグが起用されており、完全リマスタリングが行われている[1]。
- 2017年7月19日、プラチナムベストシリーズの一つとしてUHQCDで再発された。

## 収録曲
1. BREAKTHROUGH （作詞：田中和将／作曲：亀井亨）
16thシングル。
アルバム初収録曲。
2. ぼくらなら （作詞：田中和将／作曲：亀井亨）
15thシングル。
3. 会いにいく （作詞：田中和将／作曲：亀井亨）
14thシングル。
4. BLUE BACK （作詞：田中和将／作曲：西原誠）
13thシングル。
5. ナツノヒカリ （作詞：田中和将／作曲：亀井亨）
12thシングル。
6. 風待ち （作詞：田中和将／作曲：亀井亨）
11thシングル。
7. discord （作詞：田中和将／作曲：亀井亨）
10thシングル。
8. Our Song （作詞／作曲：田中和将）
9thシングル。
9. ふれていたい （作詞：田中和将／作曲：亀井亨）
8thシングル。
10. Reverb （作詞：田中和将／作曲：亀井亨）
7thシングル。
シングルver.はアルバム初収録。
11. 羽根 （作詞：田中和将／作曲：西川弘剛）
6thシングル。
12. 光について （作詞：田中和将／作曲：亀井亨）
5thシングル。
13. スロウ （作詞：田中和将／作曲：亀井亨）
4thシングル。
シングルver.はアルバム初収録。
14. 白日 （作詞：田中和将／作曲：亀井亨）
3rdシングル。
15. 君を待つ間 （作詞：田中和将／作曲：亀井亨）
2ndシングル。
16. そら （作詞：田中和将／作曲：西原誠）
1stシングル。

## 演奏
- 田中和将
  - Vocal
  - Guitar (#1-5.7-16)
  - Acoustic Guitar (#6)
- 西川弘剛
  - Guitar
  - 12 Strings Guitar (#3)
- 亀井亨
  - Drums
  - Shaker (#3)
  - Tambourine (#3.7)
- 金戸覚：Bass (#1.2.3)
- 高野勲
  - Acoustic Piano (#1.5)
  - Solina (#1)
  - Hammond (#2.3)
  - Rhodes (#2)
  - Organ (#4)
  - Clavinet (#5)
- 西原誠：Bass (#4.9.11-16)
- 根岸孝旨
  - Bass (#5.6.7.8.10)
  - Background Vocal (#5.6)
  - Prophet 5 (#7)
- 五十嵐慎一：Piano, Synthesizer (#6)
- あらきゆうこ
  - Tambourine (#6)
  - Conga (#9)
- 木本ヤスオ：Programming (#6.8.9)
- 大石真理恵：Shaker, Tambourine (#8)
- 柴田俊文
  - Acoustic Piano (#10.11)
  - Wurlitzer, Hammond (#12)
- 金原千恵子：1st Violin (#13)
- 今野均：2nf Violin (#13)
- 村山達哉：Viola (#13)
- 堀沢真己：Cello (#13)